# راتينجية إزميلية
الراتينجية الإزميلية نوع نباتي شجري من جنس التنوب من الفصيلة الصنوبرية.

## الموئل والانتشار
ينتشر هذا النوع في اليابان.